# Orthophytum foliosum
Orthophytum foliosum é uma espécie de planta do gênero Orthophytum e da família Bromeliaceae. 

## Taxonomia
A espécie foi descrita em 1966 por Lyman Bradford Smith. 
Os seguintes sinônimos já foram catalogados:  
- Orthophytum compactum  L.B.Sm.
- Orthophytum rubiginosum  Leme

## Forma de vida
É uma espécie rupícola e herbácea. 

## Descrição
| Caule                        | Caule                  |
| ---------------------------- | ---------------------- |
| caule                        | curto caulescente      |
| Folha                        |                        |
| folha                        | formando roseta        |
| lâmina foliar                | fortemente coriácea    |
| lâmina foliar - face abaxial | lepidota               |
| Inflorescência               |                        |
| inflorescência               | pedunculada            |
| pedúnculo                    | longo                  |
| indumento dos pedúnculo      | lanoso lepidoto        |
| inflorescência               | composta               |
| inflorescência               | em espiga de glomérulo |
| Flor                         |                        |
| bráctea floral face abaxial  | esparsamente lepidota  |
| bráctea floral face adaxial  | glabra                 |
| bráctea floral               | verde                  |
| sépala                       | verde                  |
| pétala                       | branca                 |

## Conservação
A espécie faz parte da Lista Vermelha das espécies ameaçadas do estado do Espírito Santo, no sudeste do Brasil. A lista foi publicada em 13 de junho de 2005 por intermédio do decreto estadual nº 1.499-R. 

## Distribuição
A espécie é encontrada nos estados brasileiros de Espírito Santo e Minas Gerais. 
A espécie é encontrada no domínio fitogeográfico de Mata Atlântica, em regiões com vegetação de vegetação sobre afloramentos rochosos.